# Rien Verbaten
Marinus Nicolaas (Rien) Verbaten (Rotterdam, 29 november 1938 − 2018) was een Nederlands hoogleraar in de fysiologische psychologie, de humane psychofysiologie en de psychofarmacologie.

## Biografie
Verbaten studeerde af aan de HBS-A in Rotterdam in 1959. Daarna studeerde hij psychologie aan de Rijksuniversiteit Groningen. Vervolgens was hij verbonden aan het Psychologisch laboratorium van de Universiteit Utrecht. Hij promoveerde op 22 mei 1981 aan die laatste universiteit op Investigations on habituation in humans bij prof dr. J.L. Slangen. Per 1 oktober 1988 werd hij aangesteld als gewoon hoogleraar in de fysiologische psychologie aan de Rijksuniversiteit Leiden; op 23 juni 1989 inaugureerde hij met Freud's psychoanalyse in het licht van de moderne neurowetenschappen. Per 1 juli 1993 werd hij aangesteld als gewoon hoogleraar humane psychofysiologie en psychofarmacologie aan de Universiteit Utrecht; daar inaugureerde hij op 16 september 1994 met Aandacht, bewustzijn en psychofarmaca. In 2002 kwam hij in het nieuws toen bleek dat hij een rechtszaak had gewonnen tegen de Nederlandse Organisatie voor Wetenschappelijk Onderzoek (NWO): hij kreeg door de rechterlijke uitspraak (uit november 2000, maar die was in een la beland en dus kreeg hij pas jaren later bericht) alsnog een onderzoekssubsidie toegekend voor een onderzoek naar het effect van psychofarmaca op impulsieve stoornissen bij mensen. In 2003 ging hij met emeritaat en hield zijn afscheidsrede op 22 mei 2003 onder de titel Drugs en hersenen.
Verbaten mengde zich in het publieke debat door uiterst sceptisch te staan tegenover de effecten van psycho-analyse en psychotherapie die hij "een heel kostbare placebo" noemde en verklaarde over Freud's droomtheorie: "achterhaalde opvattingen over het zenuwstelsel". Voorts stelde hij zich op tegen de negatieve opvattingen van Piet Vroon en René Diekstra inzake het middel prozac, die hij wetenschappelijk onbewezen achtte. Voorts werkte hij mee aan tientallen artikelen op zijn vakgebied.
Prof. dr. M.N. Verbaten overleed in 2018.